# Biesy i czady w Chicago
Biesy i czady w Chicago – koncertowy album polskiej grupy muzycznej Stare Dobre Małżeństwo.
Album nagrany został na żywo 15 stycznia 2000 w Copernicus Center w Jefferson Park w Chicago. Muzykę do wszystkich utworów skomponował Krzysztof Myszkowski. Album wydany był jako edycja limitowana przez Dalmafon (DAL CD 035) 4 lutego 2002.

## Lista utworów
| #   | Tytuł                             | Autorzy słów             | Czas |
| --- | --------------------------------- | ------------------------ | ---- |
| 1.  | Anioł zimowy                      | Adam Ziemianin           | 4:09 |
| 2.  | Krynica Zdrój                     | Adam Ziemianin           | 3:06 |
| 3.  | Czarna suka                       | Adam Ziemianin           | 3:55 |
| 4.  | Blues dla Małej                   | Adam Ziemianin           | 4:25 |
| 5.  | Tu asfalt się kończy              | Adam Ziemianin           | 2:54 |
| 6.  | Głupi Gienek                      | Adam Ziemianin           | 2:44 |
| 7.  | Bieszczadzkie anioły              | Adam Ziemianin           | 5:06 |
| 8.  | Piosenka dla Wojtka Bellona       | Aleksandra Kiełb-Szawuła | 4:46 |
| 9.  | Do ostatniej pestki...            | Adam Ziemianin           | 3:43 |
| 10. | Czarny blues o czwartej nad ranem | Adam Ziemianin           | 3:24 |
| 11. | Nie rozdziobią nas kruki          | Edward Stachura          | 3:03 |
| 12. | U studni                          | Adam Ziemianin           | 2:50 |
| 13. | Z nim będziesz szczęśliwsza       | Edward Stachura          | 5:03 |
| 14. | Śląski blues                      | trad.                    | 3:30 |
| 15. | Zawirował świat                   | Krzysztof Myszkowski     | 5:04 |
| 16. | List do Ogrodowej                 | Adam Ziemianin           | 2:21 |

## Informacje uzupełniające
- Realizacja nagrań – Andrzej Dylewski
- Projekt graficzny – Andrzej Mleczko
- Miksowanie, montaż – Robert Szydło
- Zdjęcia – Stanisław Kwieciński